# Beatboxing
El beat box, beatbox, human beatbox o beatboxing és l'habilitat d'imitar sons amb la boca a través de les cordes vocals (principalment bateries o caixes de ritmes), encara que també es fa servir com a base rítmica al rap improvisat al carrer. Considerat per alguns com el 5è element del hip-hop i per a altres un instrument a banda sense estils adherits, el beatbox recrea des d'una cosa tan simple com ritmes i melodies, fins a imitacions d'instruments musicals, efectes especials o scratching, entre d'altres, i pot així dissenyar cançons estructurades amb diversos patrons rítmics o melòdics.

## Estils
- Freestyle: improvisació, com bé el seu nom indica. El beatboxer combina sons, ritmes i melodies sobre la marxa, no hi ha un número preparat.
- Covers: versions de cançons o temes coneguts. Les tècniques típiques del covering consisteixen a fer el ritme mentre es canta a la vegada, encara que no és condició sine quae non.
- Layering: multi pista, consisteix a gravar diverses capes de sons i reproduir-les al mateix temps, dedicant, per exemple, una capa de so a la bateria, l'altre al baix, i l'altre a la melodia, per exemple. El layering pot dur-se a terme fent ús de programes d'edició d'àudio. Per a directes és més comú l'ús de maquinari del tipus loopstations, màquines que s'encarreguen de fer loops (cicles) del senyal entrant.
- Scratch: aquesta subdivisió s'encarrega específicament al scratch vocal, en el qual mitjançant la parla s'emula el famós "ziga-zaga" que produeix un vinil en ser mogut cap enrere i cap endavant.

## Història

### Orígens
Encara que es consideri que el beatboxing va néixer als anys 80 amb la cultura hip-hop dels Estats Units, es poden trobar indicis o tècniques similars a aquesta disciplina datats de molt abans en altres cultures i estils musicals com el blues, i encara abans, en músiques tradicionals africanes o a la cultura xinesa.Tot i que encara no s'identificava com a beatbox pròpiament, diferents intèrprets reconeguts arreu del món varen usar la percussió vocal en determinades ocasions. «That Would Be Something» de Paul McCartney (1969) n'és un exemple. A «Pow R. Toc H» de Pink Floyd, Syd Barret també inclou percussió vocal. Els cantants de jazz Bobby McFerrin i Al Jarreau també eren coneguts pels seus estils i tècniques vocals particulars, tècniques que van acabar influenciant notablement als beatboxers posteriors. Michael Jackson o inclús l'actor Gert Fröbe són, de la mateixa manera, exemples d'aquesta fase primitiva del beatbox.

### Consolidació
L'origen clar del beatbox el trobem dins el moviment cultural hip-hop dels anys 80: a causa del poc poder adquisitiu dels habitants dels suburbis novaiorquesos, la majoria de rapers no es podia permetre un radiocasset per reproduir beats (bases instrumentals) sobre els quals rapejar. Van començar així, com a alternativa, a produir els sons amb la boca. Aquesta nova branca del moviment els permetia disposar d'una base en qualsevol lloc i en qualsevol moment sobre la qual rimar. Així van començar els pioners del beatbox, i van anar afegint sons de baixos, sempre amb la intenció de servir de base perquè els primers MC’s fessin les seves rimes quan encara no tenien un DJ que punxés la música.
Ben aviat van aparèixer grans exponents de la nova disciplina. El beatbox es va donar a conèixer en la seva primera etapa gràcies a Doug E. Fresh, el primer a autoproclamar-se "human beatbox"; Swifty, el primer a implementar la tècnica del so inhalat; Buffy, qui va perfeccionar moltes de les tècniques del beatbox i el va donar a conèixer arreu del món amb el seu disc Fat Boys; i Wise, qui també va contribuir significativament a la proliferació, el reconeixement del human beatboxing i els primers efectes de turntable.
A mesura que augmentava la popularitat del beatbox, més perfeccionats i tècnics es tornaven els beatboxers. Punts clau de l'evolució tècnica del beatboxing els marquen, per una banda, Biz Markie quan inventa la caixa inward (aspirada), un dels sons més populars i utilitzats per tots els beatboxers, i per l'altra Razhel, component del grup The Roots, quan demostra la seva habilitat per cantar i fer beatbox alhora. El seu Make The Music 2000 es converteix en el primer disc íntegre de beatbox. Tot un referent per als beatboxers actuals.
Les tècniques es van anar fent més complexes i els beatboxers, fins i tot, feien servir els seus dits per aconseguir efectes de scratch molt realistes (crab scratch), o es donaven cops a la gola (throat sing).

### Actualitat
Internet ha tingut un paper importantíssim en la popularitat del beatbox modern. L'any 2001, sota el nom Humanbeatbox.com, apareix la primera comunitat online de beatboxers, i dos anys més tard, a Londres, celebren la seva primera convenció mundial. Beatboxers d'arreu del planeta es coneixen en persona per primer cop.
A partir de la segona meitat de la dècada dels 2000, amb l'ascens de les xarxes socials, apareix tota una nova fornada de beatboxers que fan arribar la disciplina a un públic molt més general, no tan estrictament relacionat amb el hip-hop. Les performances al carrer o gravacions d'estudi es popularitzen a la xarxa gràcies a noms com els de RoxorLoops, Beardyman, Poolpo, Eklips o Dave Crowe. El beatbox ja no depèn de la figura del MC o del raper que hi rapeja a sobre sinó que es converteix en una disciplina pròpia i independent.
Un altre dels factors més clau de la història del beatbox va ser la celebració, l'any 2005, del Beatbox Battle World Championship: el primer campionat internacional de beatbox. Naixien d'aquesta manera les anomenades batalles de beatbox: enfrontaments entre dos beatboxers, on, en torns d'1 minut i 30 segons, han de desplegar les seves millors tècniques i ritmes per demostrar que són millors que l'altre. Adquiria el beatbox, d'aquesta manera, un caràcter de competició oficial que fins llavors no s'havia contemplat. Després d'aquest primer campionat mundial anirien sorgint, amb el pas dels anys, noves comunitats, organitzacions i nous formats de batalles: per equips, per països, en live looping... Alguns exemples de campionats de beatbox són: Grand Beatbox Battle, La Cup, o World Beatbox Camp.
A més dels campionats, però, el beatbox actual resideix a YouTube. Amb el pas dels anys, la comunitat ha crescut tant que els millors beatboxers del món han aconseguit amassar una significativa quantitat de fans i amateurs que busquen inspiració. La gent vol seguir l'actualitat dels seus beatboxers preferits: NaPom, Alem, BMG, Dharni, Reeps One, etc., i hi ha canals, com el de Swissbeatbox, que s'encarreguen de filmar i proporcionar vídeos d'aquests artistes. El seu contingut va des de les quedades i convencions de beatbox fins a les competicions i els vídeos promocionals.

## Exemples
Una de les millors maneres d'entendre el beatbox i de conèixer-ne les possibilitats és veient-ne exemples. A continuació s'inclouen una sèrie de vídeos enllaçats que repassen, en format audiovisual, el que s'ha anat exposant al llarg de l'article.
- Beatbox clàssic: «Human Beat Box[5]» del grup Fat Boys. Una percussió vocal senzilla i encara poc tècnica que serveix de beat al raper que hi rima a sobre.
- Beatbox dels 2000[6]: exemple d'una cover de beatbox (branca que va estar molt de moda durant els anys d'ascens i reconeixement de la disciplina) on el beatboxer francès Eklips fa un repàs versionat per alguns dels temes més importants de la història del hip hop. És un dels vídeos de beatbox que més es va viralitzar en el seu moment, ja que demostrava el potencial i el que es podia arribar a aconseguir amb tan sols un aparell fonador humà.
- Batalla clàssica de beatbox: final del tercer campionat del món[7] disputada entre els beatboxers Skiller i Alem. Aquí el nivell tècnic dels beatboxers ja és molt elevat. Aquesta final demostra i exemplifica molt bé en què consisteix una batalla de beatbox: alt nivell de competitivitat entre els participants, filigranes i trucs (normalment s'utilitza el terme anglès skill) formidables, i inclús respostes al rival per demostrar que es poden millorar els seus ritmes. Es pot traçar una certa analogia amb les batalles de galls de rap.
- Batalla per equips de beatbox[8]: semifinal del campionat per països La Cup, disputada entre Espanya (NBruto, Lytos, Markooz i Musantro) i França (Alem, Beatsy, BMG, Dawan) que exemplifica la varietat d'estils i formats de batalles de beatbox que han anat sorgint amb el pas dels anys.
- Live looping[9]: exemple del beatboxer MB14 realitzant una cover de beatbox de la cançó «Road to Zion». La suma d'un aparell de live looping (com ho pot ser la RC505 Boss Loopstation utilitzada en el vídeo) al beatbox augmenta infinitament les seves possibilitats musicals. Existeixen també les batalles de live looping, anomenades Loopstation Battles,[10] les quals van ser impulsades i organitzades per primera vegada per la Grand Beatbox Battle.
- Beatbox Jam[11]: consisteix, igual que les jam sessions de qualsevol estil musical, en una improvisació sobre la marxa sense cap mena de preparació prèvia. Els beatboxers fan freestyle conjuntament amb l'objectiu de cohesionar els seus ritmes i melodies.